# Leptostylus pseudocalcarius
Leptostylus pseudocalcarius är en skalbaggsart som beskrevs av Fernando de Zayas 1975. Leptostylus pseudocalcarius ingår i släktet Leptostylus och familjen långhorningar.
Artens utbredningsområde är Kuba. Inga underarter finns listade i Catalogue of Life.